# 特罗伊茨克区 (车里雅宾斯克州)

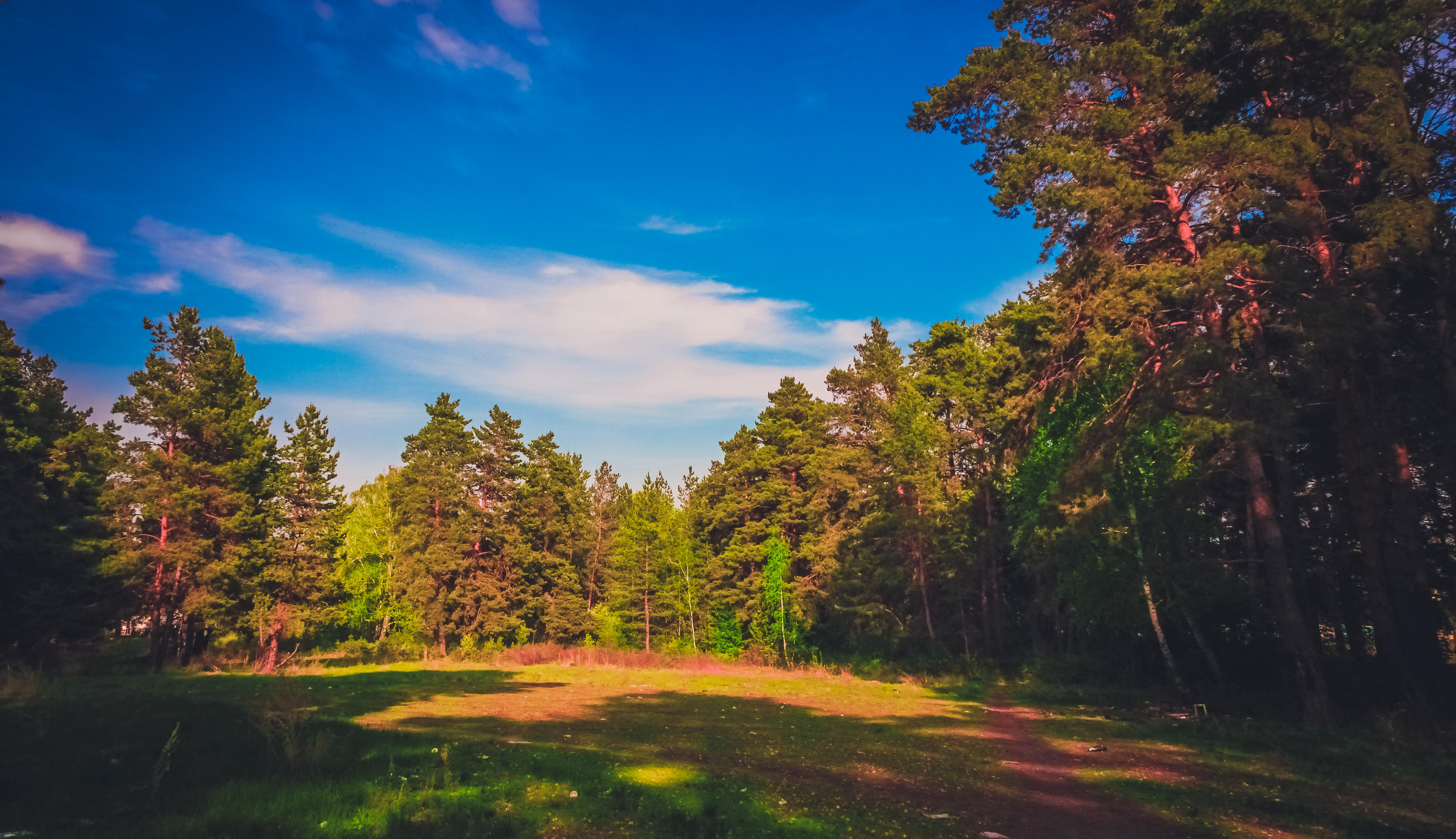

54°05′N 61°34′E / 54.083°N 61.567°E
特羅伊茨克區（俄语：Троицкий район），是俄羅斯的一個區，位於該國西南部，由車里雅賓斯克州負責管轄，面積4,591平方公里，2010年人口28,059，人口密度每平方公里6.11人。